# Trichotanypus aberrata
Trichotanypus aberrata är en tvåvingeart som beskrevs av Makarchenko 1983. Trichotanypus aberrata ingår i släktet Trichotanypus och familjen fjädermyggor. Inga underarter finns listade i Catalogue of Life.